# Douglas Sequeira
Douglas Esteban Sequeira Solano (San José, 23 agosto 1977) è un ex calciatore costaricano, difensore, centrocampista.

## Palmarès

### Club

#### Competizioni nazionali
- Campionato olandese: 1

Feyenoord: 1998-1999

#### Competizioni internazionali
- CONCACAF Champions' Cup: 1

Saprissa: 1995